# Harley (rivière)
Pour les articles homonymes, voir Harley.
La rivière Harvey (Harley River) est un cours d'eau en Australie-Occidentale et est la plus méridionale des trois rivières qui se jettent dans l'estuaire de Peel-Harvey (en), avec son delta à l'extrême sud de l'estuaire. 
Elle est longue d'environ 90 km, prenant sa source à proximité du mont Keats. En raison d'inondations des pâtures, la rivière a été déviée en 1934 et se jette directement dans l'océan. 
La rivière a d'abord été explorée par le Dr Alexander Collie et le lieutenant William Preston lors d'une expédition en novembre 1829. Il semble qu'elle ait été nommée ainsi par le gouverneur James Stirling en hommage au contre-amiral Sir John Harvey, qui en 1818 était commandant en chef des Antilles britanniques alors que Stirling servait dans cette région.